# 鳴門洋二
鳴門 洋二（なると ようじ、1938年10月16日 - ）は日本の俳優。本名は松永 繁。

## 出演作品

### 映画
- 天下の副将軍 水戸漫遊記（1958年、新東宝） - 松平摂津守
- 強奪された拳銃（1958年、新東宝） - テツ
- 女吸血鬼（1959年、新東宝） - 林田
- 恐怖の罠（1959年） - 石田
- 0線の女狼群（1960年、新東宝） - ニヤニヤ
- 黒線地帯（1960年、新東宝） - サブ
- 女体渦巻島（1960年、新東宝） - 本田の手下
- 男が血を見た時（1960年、新東宝） - 白田
- 黄線地帯 イエローライン（1960年、新東宝） - パイラーの政
- 太陽と血と砂（1960年、新東宝） - 安岡一夫
- トップ屋を殺せ（1960年、新東宝） - 浜内克己
- 少女妻 恐るべき十六才（1960年、新東宝） - 並木五郎
- セクシー地帯（1961年、新東宝） - 内山
- 女王蜂の逆襲（1961年、新東宝） - おけらの松
- 桃色の超特急（1961年、新東宝） - 八木課員
- 南郷次郎探偵帳 影なき殺人者（1961年、新東宝） - 東野大八
- 底抜け三平 危険大歓迎（1961年、新東宝） - 主演：宮本三平
- 火線地帯（1961年、新東宝） - 健次
- 狂熱の果て（1961年、大宝） - 北茂
- 性の変則（1963年、オーピー映画） - 大川友彦
- 快楽の報酬 悪魔（1964年、新映プロ）※主演
- 喜劇急行列車（1967年、東映） - 国枝
- 地獄（1999年、大蔵映画） - 翁鬼
- 盲獣vs一寸法師（2001年、スローラーナー） - 貧相な四十男

### テレビドラマ
- 特別機動捜査隊（NET）
  - 第9話「姿なき犯行」（1961年）
  - 第29話「野良犬」（1962年）
- JNR公安36号（1962年 - 1963年、NET） - 国枝公安官
- 鉄道公安36号（1963年 - 1967年、NET） - 国枝公安官
- くらやみ五段（1965年 - 1966年、NET）
- 青空に叫ぼう（1967年 - 1968年、NET） - 洋一
- ジャイアントロボ 第15話「冷却怪獣アイスラー」（1968年、NET） - 郷田
- 黒い髪の智子（1968年、CX）
- プレイガール 第4話「青い真珠に手をだすな」（1969年、12ch）
- 無用ノ介 第9話「やってきた無用ノ介」（1969年、NTV） - 風天仙之助
- 東京コンバット 第35話「悪魔が笑うとき」（1969年、CX）
- 東京バイパス指令 第42話「蟻地獄」（1969年、NTV）
- 月曜ドラマスペシャル 人それを情死と呼ぶ（1996年、TBS）